# John Neergaard (Politiker)

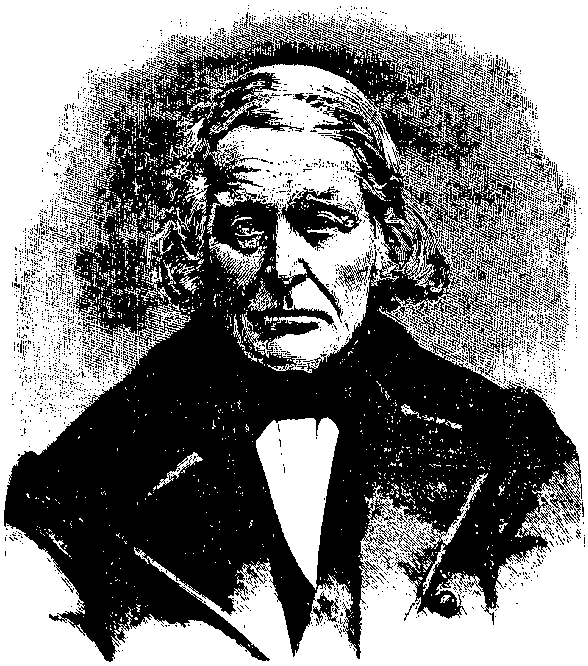
Der Bauernpolitiker John Neergaard

John Gunderson Neergaard (* 11. November 1795 in Romundstad, Rindal, Møre og Romsdal; † 15. Juni 1885 in Dønnem in Øre, Gjemnes, Møre og Romsdal) war ein norwegischer Politiker und Bauernpolitiker. Neergard kämpfte für eine stärkere Beteiligung des Bauernstandes im Storting, der vorher von Beamten und Akademikern beherrscht worden war, und war der erste große Agitator Norwegens.

## Leben
Seine Eltern waren der Gutsbesitzer Gunder Jonson Neergaard (1737–1806) und dessen Frau Helga Johnsdotter Sande (1764–1850). Am 13. September 1845 heiratete er die Gutsbesitzerin und Witwe Kirsten Iversdotter Dønheim, geborene Røste (25. Juli 1807–22. Januar 1880), Tochter des Gutsbesitzers Ivar Erikson Røste (1772–1830) und dessen Frau Kirsti Jonsdotter Bakken (1776–1853).
In jungen Jahren verdingte er sich als Hirte. Ständig dem Wetter ausgesetzt bekam er die Gicht. Er lieh sich von einem Arzt medizinische Lehrbücher und entwickelte großes Interesse für dieses Gebiet. Als Erwachsener pflegte er Kranke und ließ sie bei sich auch wohnen. So kam er in Konflikt mit dem Gesetz gegen Quacksalberei. Er war auch juristisch beschlagen, da er zeitweise in einer Anwaltskanzlei gearbeitet hatte, und ein guter Redner. So half er vielen Bauern gegen die Bürokratie.
1836 wurde Neergaard königlicher Lehnsmann in Øre in Nordmøre und blieb dies bis 1854. Dann wurde er zunächst unter der Anklage wegen Betruges mit Scheingeschäften suspendiert. Drei Jahre später wurde er verurteilt und des Amtes endgültig enthoben. Seitdem spielte er keine politische Rolle mehr. Aber er war in Øre noch zwei Perioden Bürgermeister.
Er war ein widersprüchlicher Mann. Einerseits setzte er sich für die Bauern ein. Nachdem er aber Insidertipps für die sichere Investition in Immobilien erhalten hatte, kaufte er sich viele Höfe zusammen und hatte bis zu 13 Höfe gleichzeitig. Er verlieh Geld zu hohen Zinsen. Obgleich er an Gesetzen gegen die Branntweinproduktion mitwirkte, betrieb er zu Hause eine eigene Brennerei. Er war kein guter Landwirt. Die bäuerliche Wirtschaft seines Hofes wurde von seiner Frau betrieben.

## Politisches Wirken
Bei der Wahl zum Storting 1827 wurde Neergaard zum Abgeordneten für Romsdals Amt bestimmt. Die Beamtenvertreter sahen den Vertreter des Bauernstandes mit Misstrauen. Und obgleich er 1830 zum Ersatzkandidat gewählt war, fürchteten die Beamtenvertreter im Storting, ihn zuzulassen, das er krank sei. Neergard verfasste stattdessen in diesem Sommer sein Werk En Odelsmands Tanker om Norges nærværende Forfatning tilligemed en Samtale indeholdende Veiledning for Bønder til en rigtigere Fremgangsmaade ved Udkaarelsen af Valgmænd og Repræsentanter (im Volksmund „Ola-boka“ genannt) (Gedanken eines Odalsbauern über Norwegens gegenwärtige Verfassung mit einem Gespräch über die Anleitung für Bauern für das richtige Vorgehen bei der Auswahl vom Wahlmännern und Delegierten). Dieses Buch enthielt eine Diskussion zwischen einem Stadtbewohner, einem Bergwerksbediensteten, einem Küster und einem Bauern. Anfangs zeigt sich der Bauer an der Politik im Storting völlig desinteressiert. Im Laufe der Diskussion erkennt der Bauer die Bedeutung des Stortings. Das Buch hatte zum Ziel, den Bauern begreiflich zu machen, dass sie keine Vorteile vom Storting zu erwarten hätten, solange die Beamtenschaft dort allein verhandelten, und rief dazu auf, dass die Bauern die Bauern unterstützen sollten. Das Buch erhielt mehrere Auflagen, die sechste Auflage 1978.
In den folgenden Jahren reiste Neergaard durch das Land und verbreitete sein Buch. Das war die erste politische Agitationsreise im Land. Damit er nicht mit dem Wahlgesetz von 1828 und dem Gesetz gegen Landstreicherei in Konflikt kam, trieb er gleichzeitig Handel mit Pferden und Fisch. Er nahm an keinen politischen Versammlungen teil, sondern ging von Hof zu Hof und sprach mit den Bauern. Das Ergebnis war, dass bei der Stortingswahl von 1833 die Zahl der Bauern von 21 auf 45 stieg, während die Vertreter der Beamtenschaft von 43 auf 35 sank. Neergaard zog ins Storting ein und wurde einer der Wortführer der Bauern.
Das wichtigste Ziel der Bauern war die Ausweitung der kommunalen Selbstverwaltung. Dazu verabschiedete das Storting einen im Wesentlichen von Neergaard formulierten Gesetzesvorschlag. Dieses Gesetz war dem König zu demokratisch, und das Gesetz wurde erst 1837 genehmigt, nachdem eine königliche Kommission den Text als dienlich bezeichnet hatte. Neergaard wird daher als Vater des Gesetzes über den Gemeindevorstand bezeichnet.